# Aika Klein
Aika Klein (* 26. November 1982 in Rostock) ist eine ehemalige deutsche Shorttrackerin. Sie gewann mehrere Medaillen bei Europameisterschaften und nahm an drei Olympischen Spielen teil.
Klein stand mit zwölf Jahren erstmals auf dem Eis und startete beim ESV Turbine Rostock ihre Karriere. Mit Aufnahme in die Shorttrack-Nationalmannschaft zog sie jedoch nach Dresden und trainierte dort unter Éric Bédard. Im Jahr 2002 nahm sie in Salt Lake City an den Olympischen Spielen teil und wurde mit der Staffel Achte und damit Letzte. Sie erreichte in der Saison 2002/03 mit der Staffel einen dritten Rang beim Weltcup und damit ihre erste Podestplatzierung. Bei der Europameisterschaft 2005 in Sankt Petersburg konnte sie sich erstmals bei einer internationalen Meisterschaft in Szene setzen und mit der Staffel Rang fünf erringen. Ihren ersten Erfolg feierte sie ein Jahr später bei der Europameisterschaft in Zoetermeer, wo sie mit der Staffel Bronze errang. Über 3000 m wurde sie zudem Dritte und im Mehrkampf Vierte. In der Saison 2004/05 erreichte sie mit der Staffel einen zweiten Platz im Weltcup, konnte bei der Europameisterschaft in Turin den Gewinn der Bronzemedaille mit der Staffel wiederholen, im Mehrkampf wurde sie Siebte, und erreichte bei der Weltmeisterschaft in Peking mit der Staffel Rang fünf und damit ihr bestes Ergebnis bei Weltmeisterschaften. In der folgenden Saison 2005/06 erreichte sie mit der Staffel erneut einen zweiten Platz in einem Weltcuprennen. Sie qualifizierte sich für die Olympischen Spiele in Turin, mit der Staffel erreichte sie Rang sechs, in den Einzelrennen über 500 m, 1000 m und 1500 m schied sie jeweils im Vorkampf aus.
Weitere Erfolge blieben zunächst aus, bis sie bei der Europameisterschaft 2009 in Turin mit der Staffel Silber gewann. Ein Karrierehöhepunkt war der Gewinn der Goldmedaille mit der Staffel bei der Heimeuropameisterschaft in Dresden im folgenden Jahr. Die deutsche Staffel verpasste als amtierender Europameister nach einer umstrittenen Disqualifikation beim ersten der beiden Olympiaqualifikationsrennen dennoch die Teilnahme an den Olympischen Spielen 2010 in Vancouver. So startete Klein als einzige deutsche Shorttrackerin in Vancouver. Über 500 m und 1500 m schied sie im Vorlauf aus, über 1000 m im Viertelfinale.
Bei Deutschen Meisterschaften erreichte Klein zwischen 2003 und 2009 drei Silber- und zwei Bronzemedaillen im Mehrkampf und feierte zudem fünf Siege in Einzelstreckenrennen.
Klein beendete nach der Saison 2009/10 zunächst ihre aktive Karriere, startete aber ein Jahr später ein Comebackversuch. Nachdem sie jedoch weder durch Sponsoren noch durch einen Olympiastützpunkt ausreichend finanzielle Unterstützung für ihr Vorhaben gefunden hatte, beendete sie Mitte 2011 ihre Karriere endgültig. Klein hat an der Fernuniversität Hagen ein Studium im Bereich Wirtschaftswissenschaft abgeschlossen. Sie ist mit Sebastian Praus liiert, ebenfalls ein erfolgreicher Shorttracker, der seine Karriere im Jahr 2010 beendete.